# Style Wars
Style Wars (1983) is een documentaire over de hiphopcultuur in New York, gemaakt door Tony Silver en Henry Chalfant. De film legt de nadruk op graffiti, maar ook breakdance en rap komen aan bod. De documentaire is oorspronkelijk uitgezonden door de Amerikaanse zender PBS in 1983.